# Walckenaeria martensi
Walckenaeria martensi là một loài nhện trong họ Linyphiidae.
Loài này thuộc chi Walckenaeria. Walckenaeria martensi được Jörg Wunderlich miêu tả năm 1972.